# 荒池 (名古屋市)
荒池（あらいけ）は、愛知県名古屋市天白区の地名。現行行政地名は荒池一丁目及び荒池二丁目。住居表示未実施。

## 地理
名古屋市天白区南東部に位置する。北東は平針三丁目・日進市、北西・南西は天白町平針に接する。

## 歴史

### 町名の由来
当地にある荒池という溜め池の名称に由来する。

### 沿革
- 1986年（昭和61年）8月10日 - 天白区天白町平針の一部により、同区荒池一丁目および荒池二丁目がそれぞれ成立する[1]。

## 世帯数と人口
2019年（平成31年）1月1日現在の世帯数と人口は以下の通りである。
| 丁目       | 世帯数  | 人口    |
| ---------- | ------- | ------- |
| 荒池一丁目 | 281世帯 | 665人   |
| 荒池二丁目 | 343世帯 | 760人   |
| 計         | 624世帯 | 1,425人 |

### 人口の変遷
国勢調査による人口の推移
| 2000年（平成12年） | 531人   | [ WEB 6 ] |  |
| 2005年（平成17年） | 1,272人 | [ WEB 7 ] |  |
| 2010年（平成22年） | 1,713人 | [ WEB 8 ] |  |
| 2015年（平成27年） | 1,727人 | [ WEB 9 ] |  |

## 学区
市立小・中学校に通う場合、学校等は以下の通りとなる。また、公立高等学校全日制普通科に通う場合の学区は以下の通りとなる。
| 丁目       | 番・番地等 | 小学校               | 中学校               | 高等学校 |
| ---------- | ---------- | -------------------- | -------------------- | -------- |
| 荒池一丁目 | 全域       | 名古屋市立平針小学校 | 名古屋市立平針中学校 | 尾張学区 |
| 荒池二丁目 | 全域       | 名古屋市立平針小学校 | 名古屋市立平針中学校 | 尾張学区 |

## 交通
- 愛知県道56号名古屋岡崎線（駿河街道、平針街道）[2]

## 施設

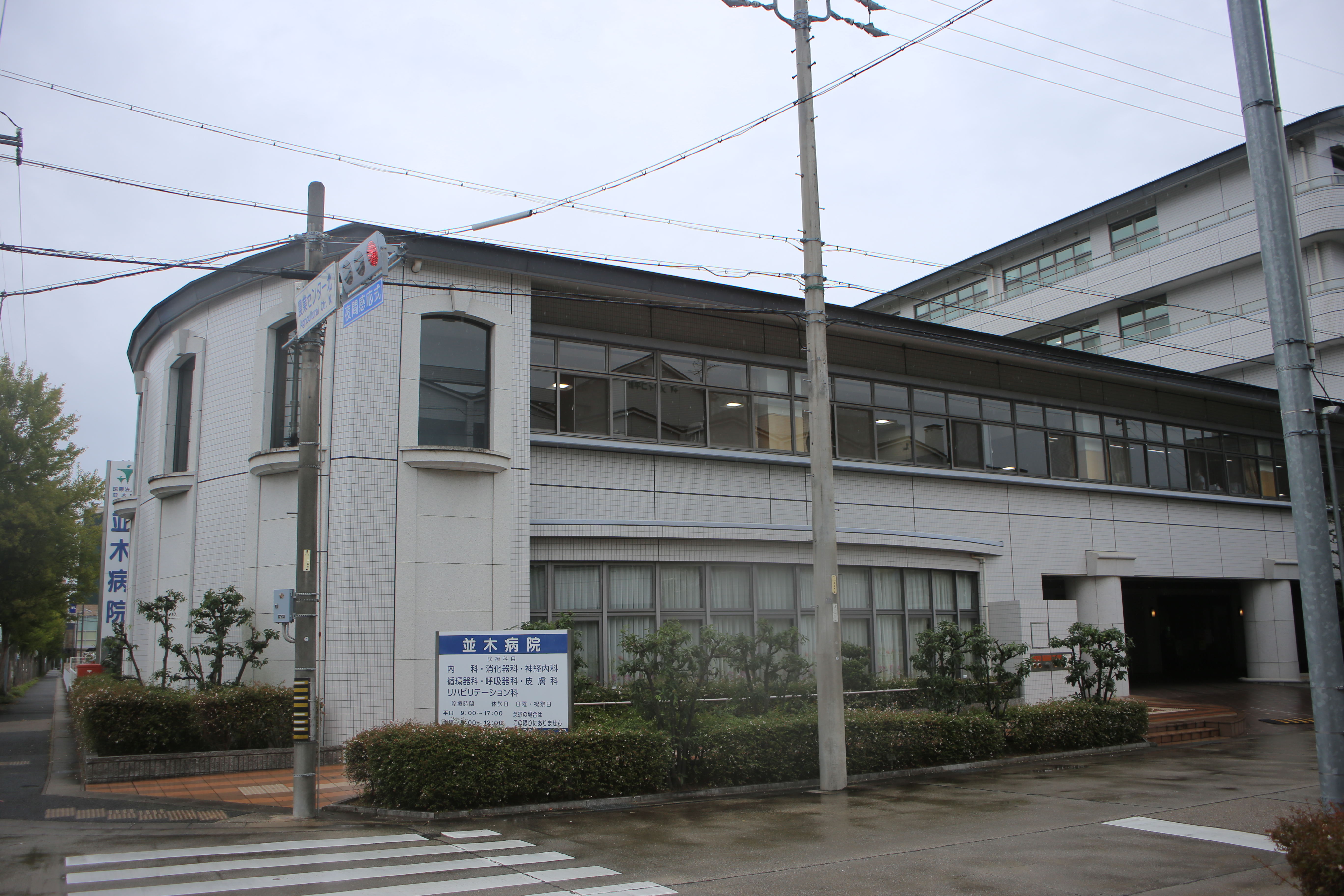
並木病院
- メディコ平針
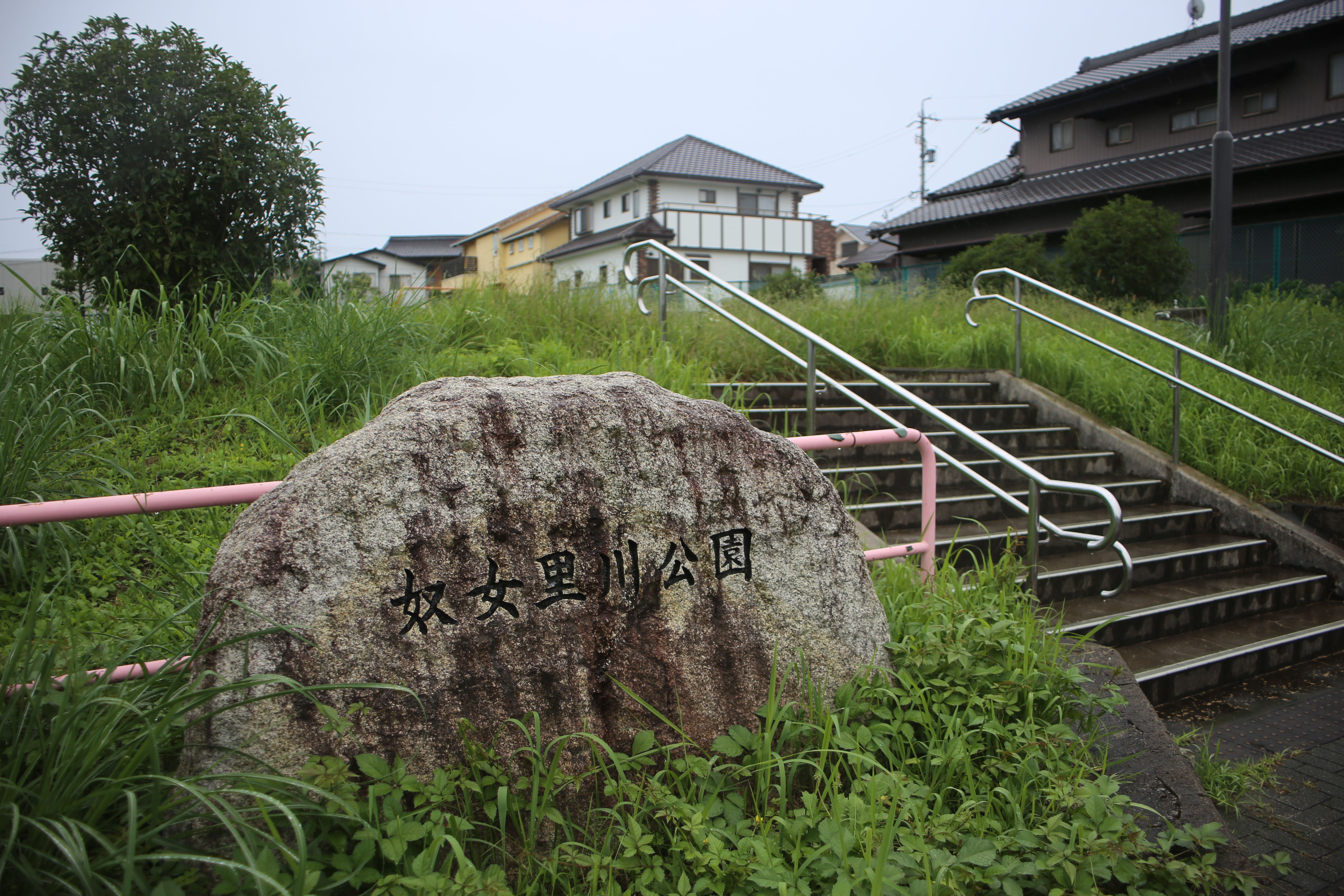
奴女里川公園

2010年（平成22年）10月1日供用開始。
- 荒池下公園

2010年（平成22年）10月1日供用開始。
- 並木病院
- 奴女里川公園

## その他

### 日本郵便
- 郵便番号 : 468-0013[WEB 3]（集配局：天白郵便局[WEB 13]）。